# Shell, England
Shell är en by i civil parish Himbleton, i distriktet Wychavon, i grevskapet Worcestershire, i England. Byn är belägen 11 km från Worcester. Shell var en civil parish 1858–1884 när blev den en del av Himbleton. Civil parish hade 38 invånare år 1881. Byn nämndes i Domedagsboken (Domesday Book) år 1086, och kallades då Scelves.